# 摩耶级护卫舰

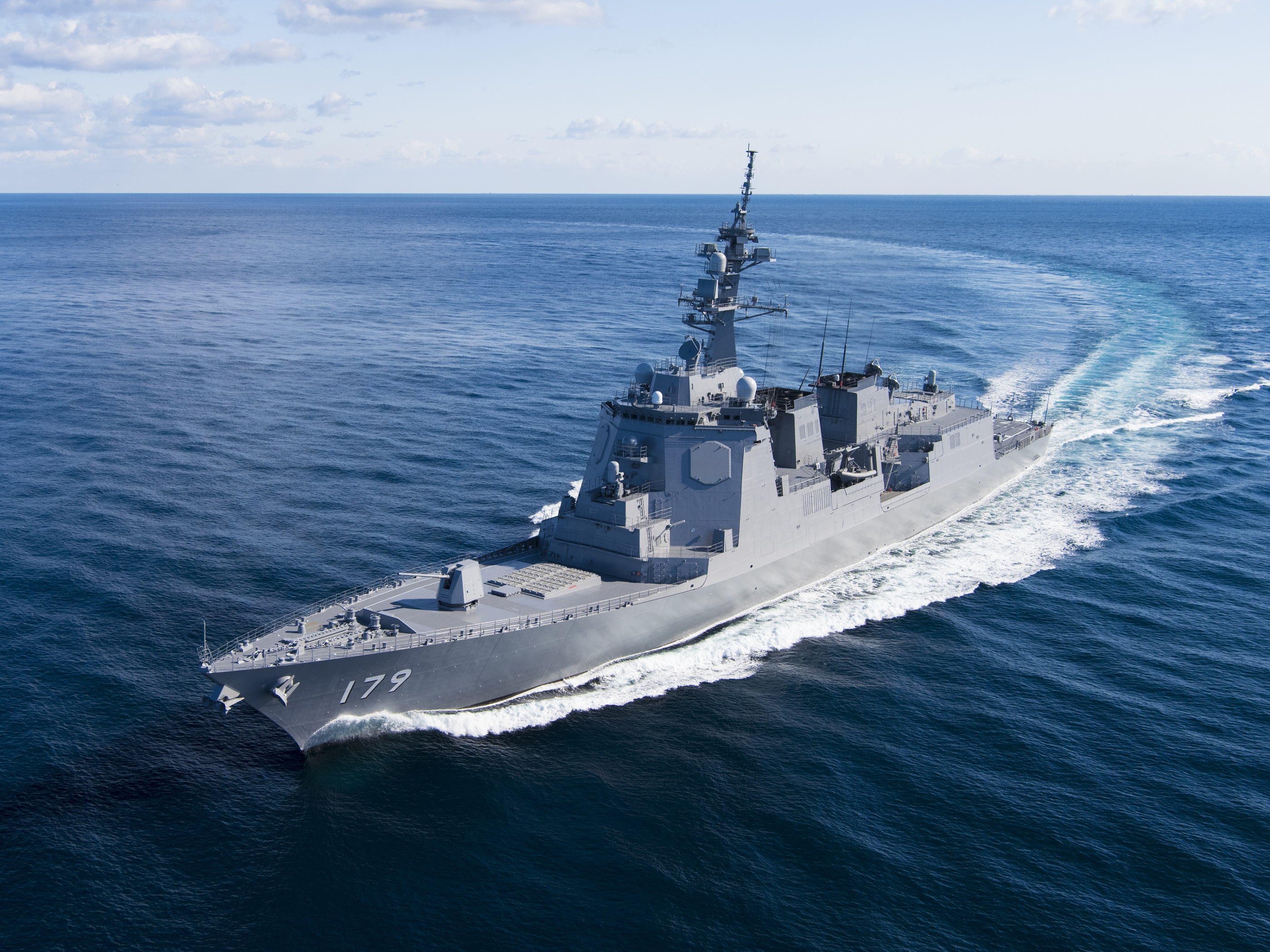
摩耶號護衛艦(DDG-179)

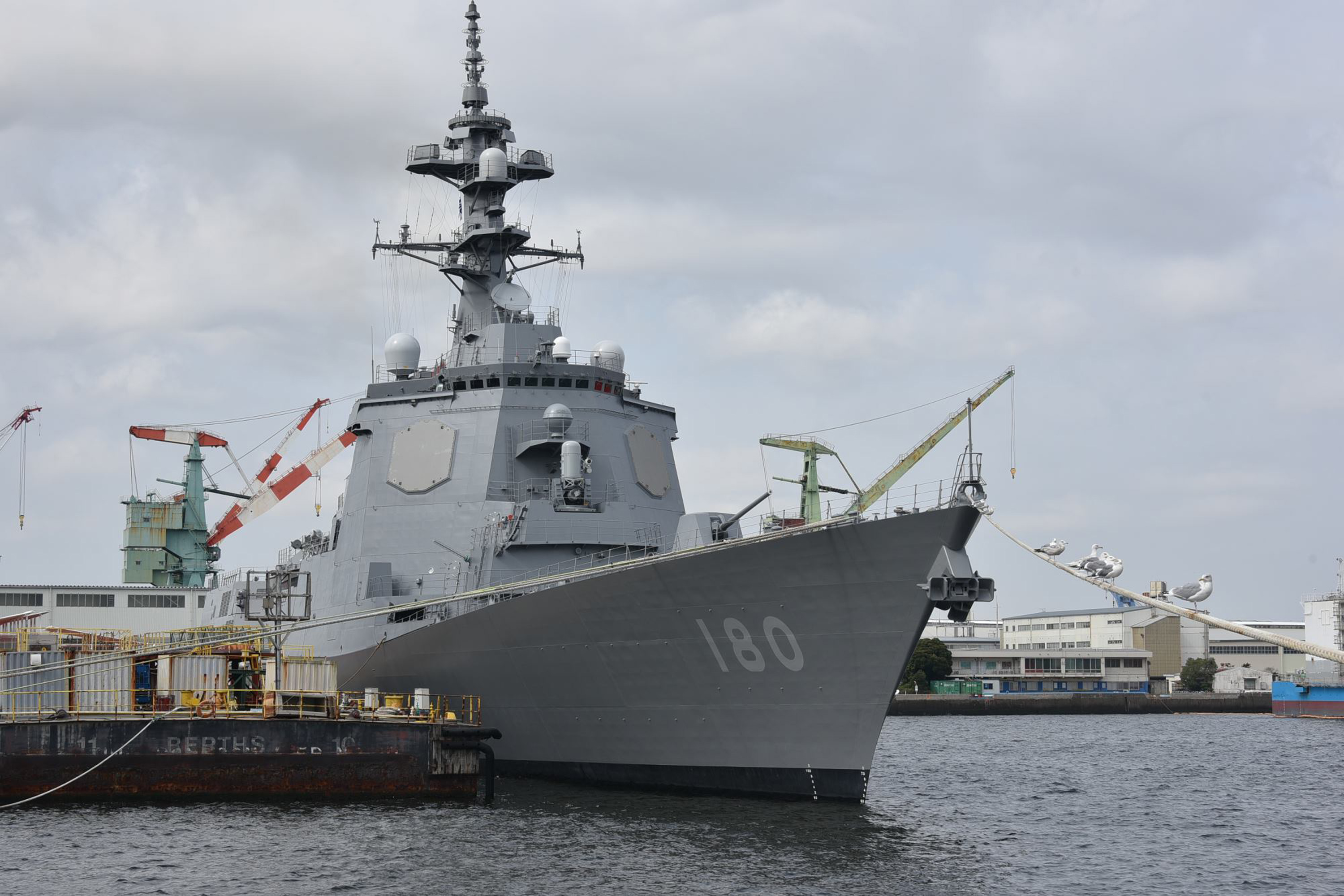
羽黑號護衛艦(DDG-180)

摩耶級護衛艦（日語：まや型護衛艦）是日本海上自衛隊的一個神盾飛彈驅逐艦（DDG）艦級，預定取代旗風级。該級首艦「摩耶」根據平成27年度計劃建造，於2018年7月30日下水，2020年3月19日交艦成軍。

## 簡介
2013年新防衛大綱，表示在北朝鮮核武威脅等因素下，未來愛宕級後續艦，預定增建2艘。
2015年6月，防衛省公布27DDG方案，稱為8200噸型護衛艦（基準排水量8200噸），仍沿用愛宕級的艦體平台設計並做改良，作戰系統升級包括加入聯合接戰能力（CEC）、強化近距離對空快速監視的AN/SPQ-9B X波段雷達、整合多功能拖曳陣列聲納系統（Multi-Function Towed Array，MFTA，可能是美國的AN/SQR-20）等，作戰系統的水準可能相當於美國的技術增進型（Technology Insertion）柏克Flight 2A （DDG-116~122，也就是柏克Flight 3之前的柏克Flight 2A最後版本），神盾系統應為Baseline 9/ACB 16的水準，結合BMD 5.1反彈道飛彈能力，具備整合防空與彈道飛彈防禦（Integrated Air and Missile Defense，IAMD）能力（能同時進行艦隊防空與反彈道飛彈作戰），反潛作戰系統為AN/SQQ-89(V)15的水準，並具備結合CEC的整合射控防空計畫（Single Sensor Naval Integrated Fire Control-Counter Air，NIFC-CA）能力。
2015年6月29日，日本防衛相中谷元在日本眾議院和平安全法制特別委員會上表示，為了應對低空掠海巡航飛彈的攻擊， 自衛隊將籌備引進NIFC-CA，結合海自的神盾艦以及航空自衛隊的E-2D預警機。
而27DDG其他規格、作戰與武器系統應仍與愛宕級相當。

## 設計
以爱宕级作為基礎，在設計上除了希望在機器及武装上達到飛躍的提升外，亦力圖減低建造成本。
艦上配備與美國海軍的阿利·伯克級驅逐艦Flight 2A 技術增進型（Technology Insertion DDG-116~122，也就是柏克Flight 3之前的柏克Flight 2A最後版本）同等的神盾戰鬥系統（基線9C、神盾BMD5.1），可發射SM-3 Block II反彈道飛彈。另擁有NIFC-CA及CEC的運用能力，可以進行遠距接戰及整合防空與彈道飛彈防禦（IAMD）（彈道飛彈、巡弋飛彈、航空機同時對應）。
推進方式由爱宕级的全燃聯合動力方式COGAG改為燃電-燃聯合動力方式COGLAG，與朝日級驅逐艦類似，高速用的燃氣渦輪以及低速用的推進電動機共同併聯於傳動系統，在低速時以艦上輸電網供電給推進電動機，可降低噪音與油耗。
在外觀上與爱宕级不同的地方，就是第2煙囪小型化。理由是摩耶级在採用COGLAG方式後，不像爱宕级使用4座燃氣渦輪引擎，而是2座燃氣渦輪引擎配上2座推進電動機。此外包括能常備直昇機的格納庫和擁有整備能力的後部構造物，以及安裝在艦橋構造物上的SPY-1D(V)雷達也考慮後方射界的問題而降低高度。電力系統為6,000V高壓系，而配置6MW級燃氣渦輪發電機2座、柴油發電機2座。
在隱形桅杆中段上設有SPQ-9B水面雷達，為初次在護衛艦於新造時就直接裝備。
艦載艇為前部煙囪兩舷的11米型作業艇1隻、7.5米型RHIB 1隻。在電子設備上，設有艦内統合網絡JSWAN、海上自衛隊指揮統制・共通基盤系統洋上終端機MMT、CENTRIXS通訊系統装備。海上加油裝置設置於兩舷兩處共4個地方，亦設有女性乘员的乘艦設備。

## 同型艦
根據平成27年度計劃，包括首製艦的建造費及預定提供給2艘護衛艦的神盾戰鬥系統，當中一部分的採購成本就高達1,680億日圓。而在平成28年度預算中，光是2號艦的建造費就達到1,734億日圓。
| 舷號    | 艦名                 | 造船廠                                                   | 起造                        | 下水                        | 服役                       | 母港                               |
| ------- | -------------------- | -------------------------------------------------------- | --------------------------- | --------------------------- | -------------------------- | ---------------------------------- |
| DDG-179 | 摩耶 Maya (まや)     | 日本海洋聯合 （Japan Marine United） 橫濱事業所 磯子工廠 | 2017年 （平成29年） 4月17日 | 2018年 （平成30年） 7月30日 | 2020年 （令和2年） 3月19日 | 第1護衛隊群第1護衛隊（横須賀基地） |
| DDG-180 | 羽黑 Haguro (はぐろ) | 日本海洋聯合 （Japan Marine United） 橫濱事業所 磯子工廠 | 2018年 （平成30年） 1月23日 | 2019年 （令和元年） 7月17日 | 2021年 （令和3年） 3月19日 | 第4護衛隊群第8護衛隊（佐世保基地） |

### 相關
- 金剛級護衛艦 日本
- 愛宕級護衛艦 日本
- 秋月級護衛艦 日本
- 朝日級驅逐艦 日本

### 同類型艦
- 055型驅逐艦 中国
- 052D型驱逐舰 中国
- 阿利·伯克级驱逐舰 美国
- 世宗大王級驅逐艦
- 45型驅逐艦 英国
- 地平線級驅逐艦 法國 義大利
- 霍巴特級驅逐艦
- 加爾各答級驅逐艦 印度
- 維沙卡帕特南級驅逐艦 印度